# Seven Hills
Seven Hills – miasto w Stanach Zjednoczonych, w północnej części stanu Ohio, w pobliżu jeziora Erie.
Liczba mieszkańców w 2000 roku wynosiła 12 089.